# O lieb, so lang du lieben kannst

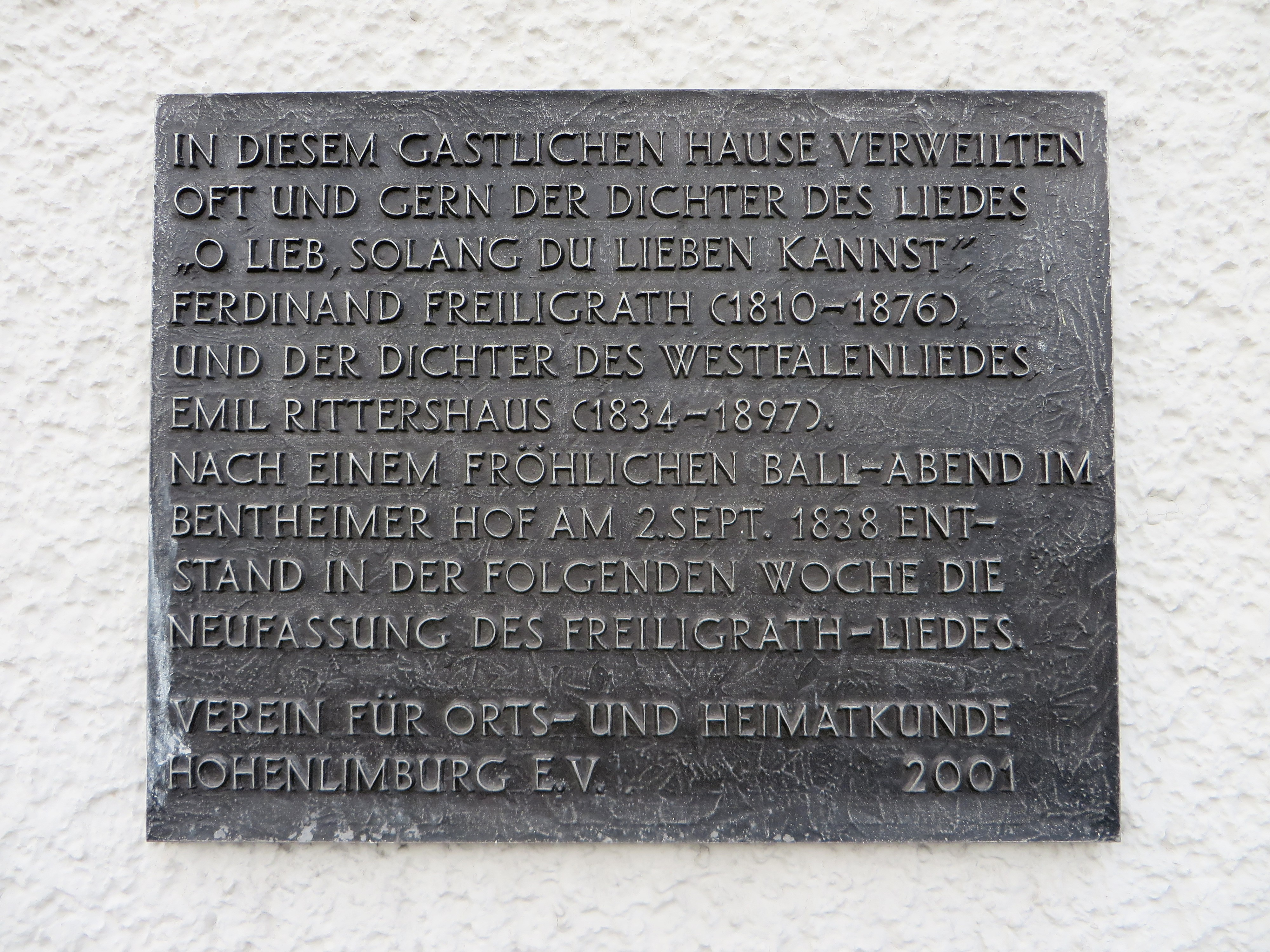
Bronzetafel am Bentheimer Hof in Hohenlimburg

O lieb, so lang du lieben kannst ist ein Gedicht des deutschen Dichters Ferdinand Freiligrath (1810–1876). Freiligrath verfasste das Gedicht als Neunzehnjähriger im Jahre 1829. 1845 vertonte der ungarische Komponist Franz Liszt das Gedicht als Kunstlied für Solo-Gesang und Klavier.
Die Melodie des Liedes verwendete Liszt erneut in seinem 1850 veröffentlichten Liebestraum Nr. 3 für Klavier. In dieser Fassung wurde sie zu einer von Liszts berühmtesten Melodien.
Das gesamte Gedicht von Ferdinand Freiligrath, von dem Liszt die ersten vier Strophen vertonte:
O lieb’, solang du lieben kannst!

O lieb’, so lang du lieben kannst!

O lieb’, so lang du lieben magst!

Die Stunde kommt, die Stunde kommt,

Wo du an Gräbern stehst und klagst!

Und sorge, daß dein Herze glüht

Und Liebe hegt und Liebe trägt,

So lang ihm noch ein ander Herz

In Liebe warm entgegenschlägt!

Und wer dir seine Brust erschließt,

O thu’ ihm, was du kannst, zu lieb!

Und mach’ ihm jede Stunde froh,

Und mach’ ihm keine Stunde trüb!

Und hüte deine Zunge wohl,

Bald ist ein böses Wort gesagt!

O Gott, es war nicht bös gemeint, ―

Der Andre aber geht und klagt.

O lieb’, so lang du lieben kannst!

O lieb’, so lang du lieben magst!

Die Stunde kommt, die Stunde kommt,

Wo du an Gräbern stehst und klagst!

Dann kniest du nieder an der Gruft

Und birgst die Augen, trüb und naß,

― Sie sehn den Andern nimmermehr ―

In’s lange, feuchte Kirchhofsgras.

Und sprichst: O schau’ auf mich herab,

Der hier an deinem Grabe weint!

Vergib, daß ich gekränkt dich hab’!

O Gott, es war nicht bös gemeint!

Er aber sieht und hört dich nicht,

Kommt nicht, daß du ihn froh umfängst;

Der Mund, der oft dich küßte, spricht

Nie wieder: ich vergab dir längst!

Er that’s, vergab dir lange schon,

Doch manche heiße Thräne fiel

Um dich und um dein herbes Wort ―

Doch still ― er ruht, er ist am Ziel!

O lieb’, so lang du lieben kannst!

O lieb’, so lang du lieben magst!

Die Stunde kommt, die Stunde kommt,

Wo du an Gräbern stehst und klagst!

## Rezeption
Am Ende des Dokumentarfilms Marlene Dietrich – Porträt eines Mythos (1984) rezitieren Marlene Dietrich und Maximilian Schell gemeinsam das Gedicht, und Dietrich ist von den Worten zu Tränen gerührt.
Ein Sample des Liedes von Franz Liszt in einer Aufnahme des Meister-Sextetts von 1937 ist als Outro des Songs Spiel mir das Lied vom Sterben (vom Album Zombieactionhauptquartier, 2008) der deutschen Metalcore-Band Callejon zu hören.